# Закон про фінансування політичних партій із державного бюджету
Закон про фінансування політичних партій із державного бюджету — один із Законів «безвізового пакету», який передбачає право політичних партій на бюджетне фінансування, якщо на останніх чергових чи позачергових виборах народних депутатів вони набрали не менше 2 % голосів виборців. Рішення про надання партії держфінансування ухвалюється Національним агентством з питань запобігання корупції.
Передбачено право партій подати заяву про відмову від бюджетного фінансування.
До проведення перших парламентських виборів з моменту вступу в дію закону, державне фінансування щоквартально почнуть отримувати ті партії, які подолали 5-відсотковий бар'єр на парламентських виборах 2014 року, — за умови що до цього часу вони подадуть фінансовий звіт за новою, описаною в законі формою та пройдуть аудит.
2 жовтня 2019-го Верховна рада скасувала фінансування партій, що не подолали 5 % бар'єру на виборах, до цього фінансування отримували всі партії, що набрали щонайменше 2 % голосів виборців.

## Завдання закону[2]
Головним завданням закону є зменшення ризиків політичної корупції шляхом внесення комплексних змін до законодавства України у сфері фінансування політичних партій та передвиборчої агітації, зокрема:
- Зниження рівня залежності партій від фінансування приватними донорами (олігархами, промислово-фінансовими групами і так далі);
- Створення умов для вільної та чесної міжпартійної конкуренції та розвитку нових партій шляхом введення державного фінансування партій;
- Посилення прозорості фінансування політичних партій та їх місцевих організацій, а також посилення прозорості фінансування передвиборчої агітації;
- Встановлення ефективних, пропорційних та дієвих санкцій за порушення у сфері фінансування партій і передвиборчої агітації;
- Подолання політичної корупції.

## Розробники закону
Офіційні автори законопроєкту — народний депутат від БПП Сергій Лещенко, віце-спікер ВР Андрій Парубій та депутат від Самопомічі Єгор Соболєв. Проєкт був розроблений міжнародними організаціями, Центром Ейдос та Transparency International Ukraine за участі експертів громадського руху Чесно та ініціативного проєкту Реанімаційний пакет реформ.

## Суми фінансування
Суму, яку виділятимуть із бюджету на держфінансування партій визначатимуть за формулою: 2 % мінімальної зарплати потрібно буде помножити на кількість виборців, які взяли участь у останніх парламентських виборах. Більшу частину коштів розділять між партіями пропорційно: хто більше голосів набрав, той більше грошей і отримає. Десять додаткових відсотків стануть своєрідним «гендерним бонусом»: їх порівну розподілять між тими партіями, у яких на кожну трійку виборчого списку припадає бодай одна жінка.